# Wilczyska (przystanek kolejowy)
Wilczyska – przystanek osobowy i mijanka w Wilczyskach, w województwie małopolskim, w Polsce.

## Ruch pasażerski

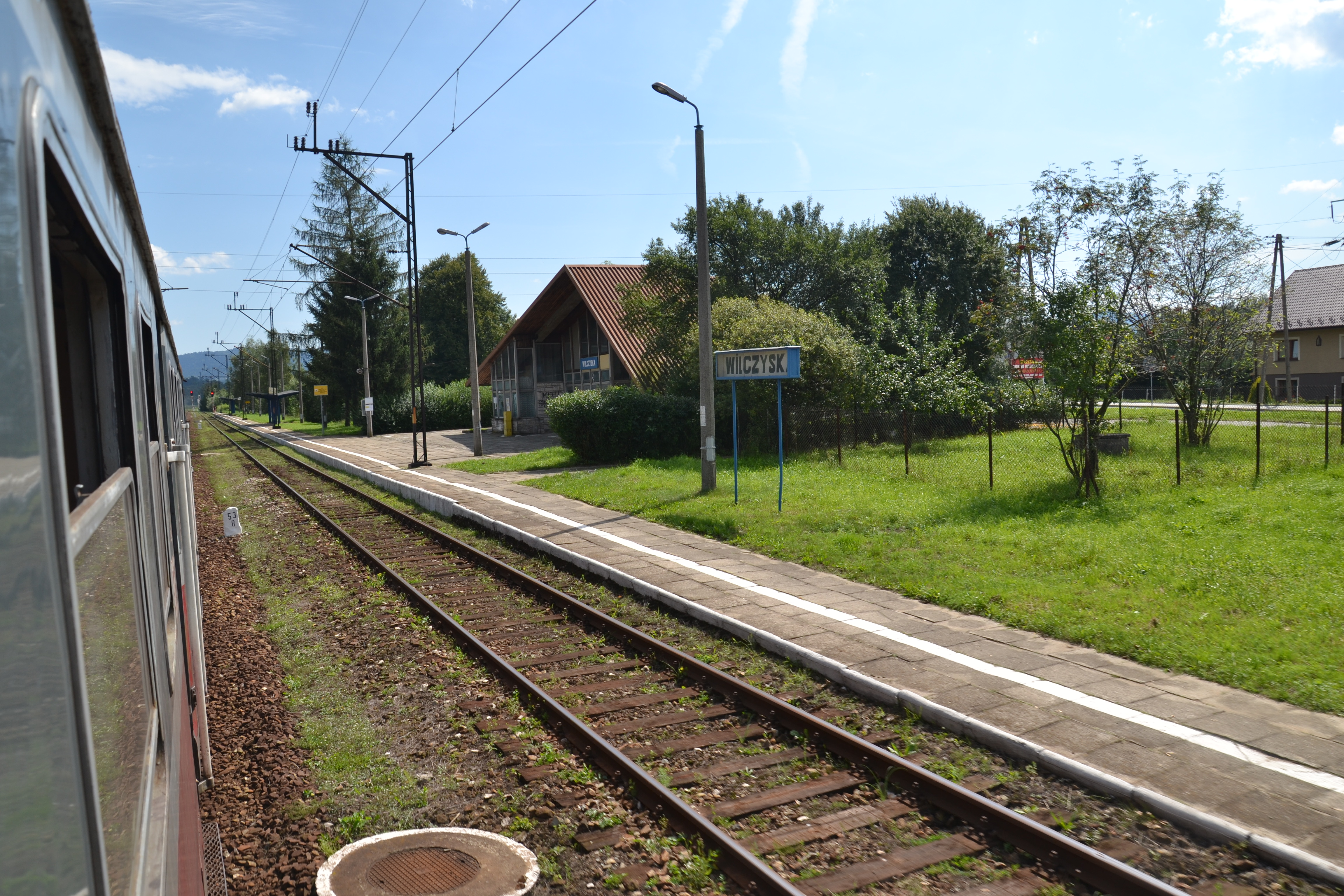
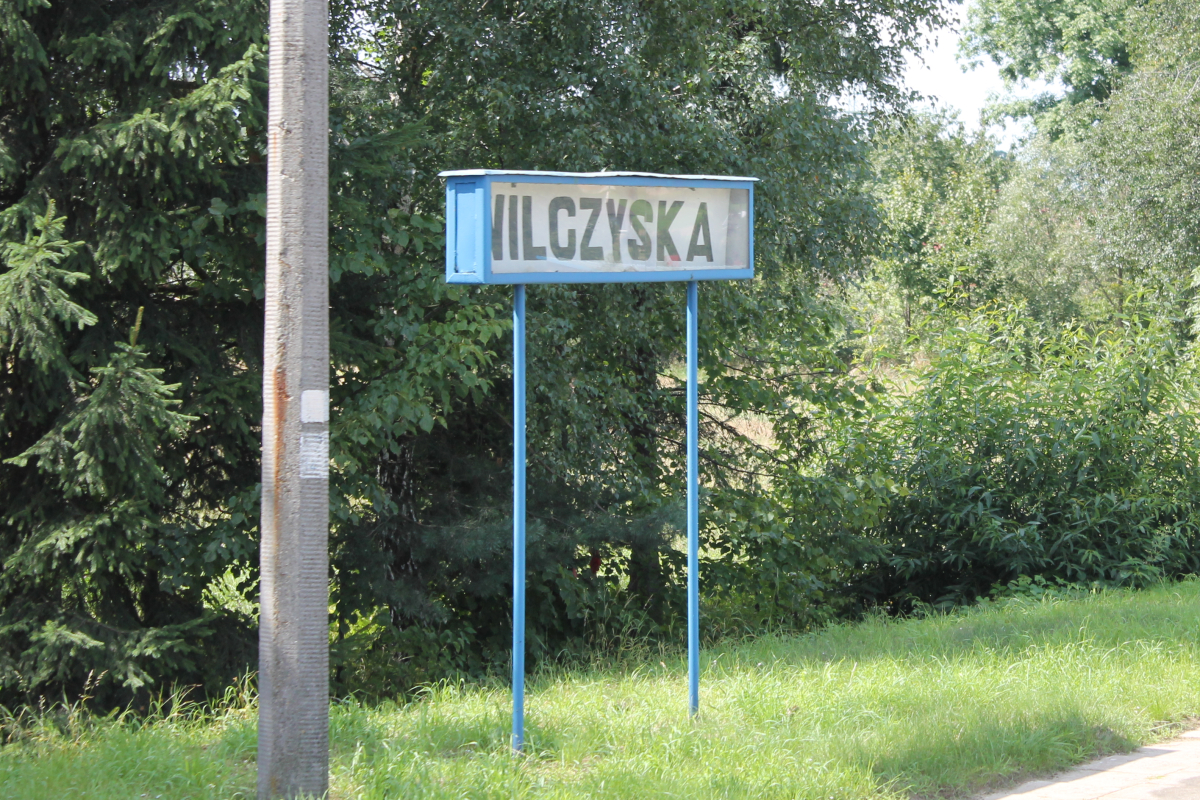

| Rok  | Wymiana pasażerska na dobę |
| ---- | -------------------------- |
| 2017 | 10-19                      |
| 2022 | 20-49                      |